# Aistė Smilgevičiūtė
Aistė Smilgevičiūtė (Plungė, 29 ottobre 1977) è una cantante lituana, rappresentante della Lituania all'Eurovision Song Contest 1999 col brano Strazdas.

## Biografia
Nata in una cittadina della Lituania occidentale, Aistė Smilgevičiūtė si è laureata in Filologia classica all'Università di Vilnius. Nel 1996 è entrata a far parte del complesso folk Skylė come cantante.
Il 31 dicembre 1998 ha partecipato al programma per la selezione del rappresentante lituano per l'Eurovision Song Contest 1999, dove una giuria l'ha eletta vincitrice fra i dodici partecipanti. La sua canzone, Strazdas, è scritta in lingua samogitica, parlata nella sua regione di provenienza. Il 29 maggio 1999 la cantante ha quindi partecipato al contest a Gerusalemme, dove si è classificata al 20º posto su 23 partecipanti totalizzando 13 punti.

## Discografia

### Album in studio
- 1996 – Aistė po vandeniu
- 1996 – Sakmė apie laumę Martyną
- 2000 – Babilonas
- 2001 – Užupio himnas
- 2003 – Nepamirštoms žvaigždėms
- 2007 – Povandeninės kronikos
- 2010 – Broliai
- 2015 – Vilko vartai
- 2016 – Dūšelės
- 2016 – Tilidūda

### Raccolte
- 2009 – Sapnų trofėjai

### Singoli
- 1999 – Strazdas
- 2000 – Tavo žvaigždė
- 2009 – Broliai